# 中央党 (ドイツ)
中央党（ちゅうおうとう、独：Zentrumspartei）は、ドイツのカトリック系政党。
1870年に創設され、帝政期およびヴァイマル共和政期ドイツの議会で主要政党の一つとして活躍した。現在も存在はしているが、連邦議会においては1957年以降選挙による議席獲得はない。ただ連邦議会におけるキリスト教民主同盟とキリスト教社会同盟は、人脈的にこの政党の流れを汲んでいる。同じ党名で続く政党としてはドイツ現存最古の政党である。

## 党史

### 創設と党の立場

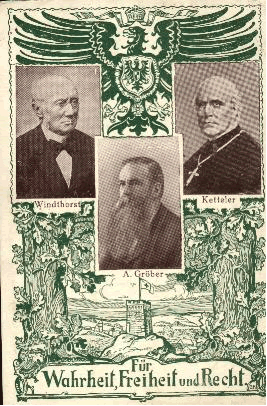
中央党創設の際のポスター。写真は創設者たち。左からルートヴィヒ・ヴィントホルスト、アドルフ・グレーバー、ヴィルヘルム・エマヌエル・フォン・ケテラー

1870年12月13日にプロイセン王国議会の議員48名により創設された。ドイツ帝国成立後の新しい帝国議会においては1871年3月3日に議員63名により結成された。構成員は大多数がカトリックであり、カトリック政党の側面が強かったが、創設当初から少数ながらプロテスタントもおり、綱領の上では宗教的自由を擁護する政党とされているだけでどの宗派を擁護するとは書いていなかった。とはいえ実質的には自由主義の反カトリック攻勢に対抗してカトリック教会を守り、カトリック住民の利益を代弁するために創設された党だった。
なお党名の「中央（Zentrum）」とは、保守派と自由主義派の中間に立つという意味だった。その名の通り帝政期の中央党は与党と野党の間で揺れ動くことが多かったため「機会主義政党」とも呼ばれた。
そのような立場に立ったのは第一に中央党がカトリックという一点のみを共通項として団結している党であり、党員には企業家や大土地所有者から手工業者、農民、労働者まで諸階層があったためである。そのため同党はその時々の政治情勢に応じてどの階層に重点を置くかで政治的立場を変化させた。第二にプロテスタント国家プロイセンを中枢とするドイツ帝国においてカトリックは劣位に置かれる存在であり、文化闘争期には激しい迫害にも晒されたので、体制批判的な姿勢を取らざるを得なかったが、同時にだからこそ体制支持の姿勢を示すことでカトリックのハンディキャップを埋める必要があったことである。
思想面でも中央党は自由主義と保守主義の混合物だった。国家の不必要な干渉に反対し個人・少数派の権利を擁護しようとする点では中央党は自由主義であった。自由主義的な立憲主義には当初反対したものの、後には立憲主義が多数派に抗して少数派を保護することに役立つことに気づいて立憲主義を擁護するようになった。他方でカトリックの生活信条は伝統と権威に根差す物であり、特にドイツ・カトリックの場合はロマン主義と結びついていた。ロマン主義は本質的に保守主義であり、近代合理主義に対して保守的反逆を行った。中央党は反ブルジョワ的な高度資本主義に敵対する見解も有したが、その視角もあくまで中世主義と宗教の精神的性格という伝統主義にあった。このように中央党は相いれない諸要素や諸潮流を併せ持つ多元的・多面的であると同時に異質的な党であり、しかし政党であるためにこれらを調和・均衡させようとした。左右の均衡を保ちながら左右両方の投票者を吸収し、カトリック教会の利害の下に統一させようとする政党だったといえる。

### 文化闘争への抵抗
中央党結成によりカトリックの全ドイツ的な政治的集合体ができると、自由主義勢力やそれと連携する帝国政府との対立が鮮明化した。また反プロイセン的邦国分立主義や反帝国政府の意識が高まりを見せた。カトリックは反プロイセン意識が強い南ドイツ・南西ドイツの邦国に多かったためである。またこれらの地域のカトリックは農民・手工業者・職人が多く、彼らは資本主義経済の進展で不利益を受ける立場だったので、政府の工業化推進政策に不満を持っていた。
帝国宰相オットー・フォン・ビスマルクは、カトリックの反政府活動、またカトリックを媒介として反政府勢力がフランスやオーストリアと結託することを恐れ、カトリック教会やその信徒へ激しい弾圧を加えた（文化闘争）。ビスマルクがカトリック弾圧を決意したきっかけの一つは中央党の結成にあった。
カトリック教会弾圧立法が次々と制定される中、1876年までにはプロイセンのカトリック司教全員が官憲に逮捕されるか国外追放されるかした。同様に1880年までにはカトリック司祭職4600人のうち1100人までが空席にされた。
カトリックたちの抵抗運動は教会と中央党が主体となった。プロテスタントからの自己防衛のために中央党の結束力は固まっていった。カトリックの80%が中央党に投票し、1873年のプロイセン王国議会下院選挙とドイツ帝国議会選挙では中央党が躍進した。しかしカトリック以上に厄介な社会主義勢力の台頭により1870年代末からビスマルクはカトリックとの和解を図るようになり、弾圧を緩めた。結果、政府とカトリックの激しい敵対関係が終息に向かい、中央党の結束力も緩み、1880年代半ばから得票をだいぶ落とした。
1887年には教皇とビスマルクの間で和解が成立した。中央党は文化闘争以前の状態に戻すことを求めていたが、教皇はドイツ政府がカトリック聖職者の育成と任命に介入するという5月法の撤廃だけを求め、これに応じたビスマルクと教皇の間に和解が成立したのだった。和解方法を巡って中央党と教皇の間に対立が生じたことからも分かるように中央党は完全なカトリック教会の従属政党というわけではなかった。これは中央党が地域の教会を中心とするカトリック社会のネットワークを基盤とし、中央党指導部は教会とは一応別個の議会戦略を立てることができたことによる
カトリックと同じくドイツ帝国で「少数派」にあたるのが自由主義勢力や社会主義勢力であったが、中央党はこれらの勢力とも関係が悪かった。自由主義者や社会主義者は宗教を公的生活からは切り離して、私的生活に押し込もうとしていたが、中央党はこれに激しく反発していた。こうした人々から中央党は、聖母マリア無垢受胎信仰、誤謬表、教皇不可謬説といった「非合理性」「退歩性」の象徴と看做されていた。

### 体制側政党へ
中央党の党内機構は「助任司祭制(カプラノクラティー)」と称する寡頭制が取られており、党内民主主義はほとんど存在しないに等しかった。したがって中央党はドイツを民主化させるために闘うこともしなかったので、政府とカトリックの対立が終焉に向かうと自然と中央党と保守勢力は密接な関係を持つようになった。
1880年代から90年代前半にかけて中央党では同党の支持層である中間層や農民の声を反映して党指導部の交代が行われ、カトリック貴族や聖職者に代わってブルジョワが中央党議員団の中心となっていった。ブルジョワが中心となったことで中央党は利益政党の性格を強め、反対政党から体制側の政党へと変化していく。利益政党になるに従ってカトリック政党である必要性が薄くなり、中央党内では脱宗教論争も起こるようになった。

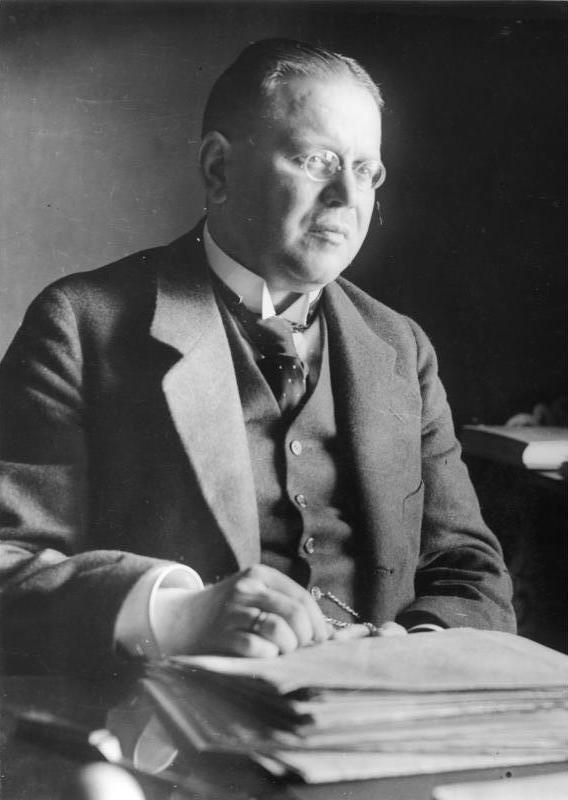
マティアス・エルツベルガー

しかし産業化の進展とともに中央党内でも労働組合勢力が台頭し、中央党の農村保守的な要素は減退していき、マティアス・エルツベルガーら左派政治家の発言力が大きくなっていった。彼らは政府への過度の接近に反対し、政府の植民地政策に反対し、ドイツ社会民主党（SPD）とも良好な関係を持っていた。中央党指導部もこうした声を抑えきれなくなり、1907年にはベルンハルト・フォン・ビューロー宰相率いる政府との関係を絶った。続く宰相テオバルト・フォン・ベートマン・ホルヴェーク時代には保守党とともに「黒青ブロック」という与党連合を形成したが、1912年の選挙で社民党に大敗を喫した。

### 第一次世界大戦
第一次世界大戦において社民党は「和解の平和」を主張していた。中央党ははじめ保守勢力の主張した「勝利の平和」を支持していた。しかし戦況の悪化で徐々に「勝利の平和」論から離れ、1916年7月初めの帝国議会ではエルツベルガーは海軍批判を行った。
1916年末から1917年初頭の冬にドイツは物質的窮乏と食料不足に苦しんだ。そのためこれ以降、飢えに苦しむ労働者階級を中心に抗議活動があちこちで多発するようになった。ドイツ国内の危機的状況は、議会主流派の動きも刺激した。エルツベルガーの主導の下、中央党も「和解の平和」の考えに乗るようになり、1917年7月19日には社民党と中央党と進歩人民党の三党で強制的合併を伴わない和平案「平和決議」を帝国議会で採択させた。ただ当初目指された無賠償無併合の原則は国民自由党などブルジョワ政党の反発が根強かったために盛り込まれなかった。また宰相ゲオルク・ミヒャエリスが「私の解釈する」決議の趣旨に努力するという限定を付けたため、その影響力はほとんど無かった。
1918年10月3日には連合国との講和準備内閣として連合国から自由主義者として評判が高かったマクシミリアン・フォン・バーデンを首相とするバーデン内閣が誕生。同内閣の閣僚は社民党・中央党・進歩人民党の三党で構成されており、社民党と中央党で議会の過半数を超えるため、この内閣はドイツ史上最初の政党内閣だったと評価されている。バーデン内閣下の10月22日から26日の帝国議会で政治的民主化に関する議論が行われ、その議論の中で中央党はエルツベルガーの強力な指導によって議会政治導入に中心的役割を果たすこととなった。
11月6日、アメリカのウッドロウ・ウィルソン大統領が「十四か条の平和原則」に基づく講和に応じる用意があると表明するとヴィルヘルム・グレーナー参謀次長の推薦によりバーデンによって中央党のエルツベルガーが講和条約締結のドイツ政府の代表に指名された。
11月9日には社民党のフリードリヒ・エーベルトが宰相となり、皇帝ヴィルヘルム2世が退位。11月10日には社民党と独立社会民主党が3人ずつ委員を出し合う仮政府「人民代表委員会」が設置され、中央党は政権から除かれ二次的に役割を果たすにすぎなくなったが、11月11日にパリのコンピエーニュの森で行われた休戦協定にドイツ代表で参加したのはエルツベルガーだった。

### ヴァイマル共和政

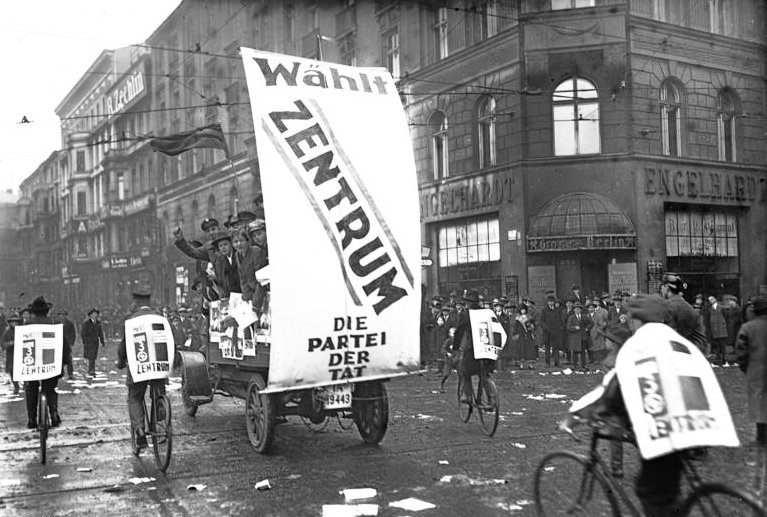
1930年の国会選挙で宣伝活動する中央党の運動員

中央党は戦時中の1918年6月30日の綱領においては「強力な君主制の堅持」を掲げており、共和主義政党ではなかった。しかしドイツ革命により状況は変化した。共産主義者による教会攻撃が激化し、キリスト教やカトリックの宗教的信条、教会の権利が危機に晒された。中央党は革命やプロレタリア独裁を阻止するためには国民議会を招集し、そこに足場を確保しなければならないとの認識を強めるようになり、とりわけエルツベルガーは、レーテ独裁（＝国民議会招集否定）を狙う独立社民党に対抗するために社民党に協力して国民議会招集を要求した。エルツベルガーの親社民党行動は「革命との盟約」「社会主義の深淵への転落」「中央党がそれまで立っていた諸原則の否定」という批判もあったが、国家秩序救済のためには社民党との連携は避けられないというのがカトリックの責任ある指導者の考えだった。
1918年12月24日に独立社会民主党が仮政府「人民委員会」から下野すると、社民党政権とエルツベルガーの連携は深まり、国民議会招集決定にこぎつけた。同年12月30日にフランクフルトに召集された中央党全国委員会では「新秩序は所与の事実の上に作り上げられるべきである。この秩序は君主制の崩壊後、社会主義共和国ではなく民主的共和国とならなければならない」との方針が決議されている。1919年2月13日の国民議会での政綱演説においても中央党議員団代表アドルフ・グレーバーは「我々の意見では、いかなる公権でも、それが君主主義的であろうと共和主義的であろうと、すべて神の御加護によるものである」と論じている。中央党は教権主義だけが党内共通の原則であり、特定の国家形態に固執する立場ではなかったのでブルジョワ諸政党の中では共和制への反発が最も少なかった。
国民議会でヴァイマル憲法が採択されたのちのヴァイマル共和政に対しても、中央党ではキリスト教の価値観が脅かされない限り共和国政府に協力すべきことが唱えられた。
1920年6月6日の国会選挙でSPDを中心とした政権が崩壊した後、中央党を中心とした連立政権の時代が始まる。小党分立のヴァイマル共和国においては連立内閣となることが前提であり、中道の中央党は左派・右派のどの勢力との連立も可能であった。特に社会民主党とドイツ民主党と連立して中道左派のリベラル与党を形成することが多く、これを「ヴァイマル連合」と呼んだ。中央政府においては右翼のドイツ国家人民党と連立することもあったが、プロイセン州では中央党は一貫してヴァイマル連合で与党を形成していた。
そうしたこともあり、ヴァイマル共和国において社民党と並んで最も多くの首相を輩出し、歴代政権において主導的な役割を果たした。コンスタンティン・フェーレンバッハ（1920年6月-1921年5月）、ヨーゼフ・ヴィルト（1921年5月-1922年11月）、ヴィルヘルム・マルクス（1923年11月-1924年12月、1926年5月-1928年6月）、ハインリヒ・ブリューニング（1930年3月-1932年5月）の四人の宰相が中央党所属であった。フランツ・フォン・パーペンももともと中央党所属だったが、組閣要請を受けない約束を反故にして、パウル・フォン・ヒンデンブルク大統領から首相職に任命された経緯があったため、中央党はパーペンを除名し、その後も激しい攻撃を行っている。
中央党は常に政権与党にいることでヴァイマル共和国の政治に一貫性を与えていた。とりわけ三度にわたり首相を務めたマルクスと長きにわたり労相を務めたハインリヒ・ブラウンスの存在によって政策の一貫性が担保されていた。しかし党内には共和国を支持する勢力と、共和国の体制はあくまでも暫定的であるとする二つの勢力対立があった。1920年には同党のバイエルン支部が独立し、バイエルン人民党を立ち上げた。1928年には党内対立が激しくなり、聖職者のルートヴィヒ・カースを党首として調停をはかった。

### ナチ党政権期
中央党の一部には親ナチズム的傾向をもつ人々も存在したが、教会を敵視していた国家社会主義ドイツ労働者党（ナチ党）と中央党の関係は良くなかった。しかしボルシェヴィズムへの敵視と、「裏切者」パーペン内閣への敵対という点では両者の利害は一致していた。国家人民党のアルフレート・フーゲンベルクは、「ヒトラーからカースまで」の右派連合を構想しているが、結局連立は成立しなかった。1933年にヒトラー内閣が成立し、ドイツの治安権力がナチ党によって握られた後、カースと中央党は全権委任法への賛成を迫られた。中央党幹部会は拒否しても無駄であると考える者が多数となった。党内で予備投票が行われたが、反対者は12名ほどであり、多数決原理によって党員全員が全権委任法賛成投票を行うこととなった。全権委任法が第5条で時限立法であると規定していた事も政権側の譲歩の表れと見て中道政党として賛成に回るべきだとの考えを後押しした。しかし結果的にはこれによりヒトラー独裁が決定的となった。
全権委任法成立後まもなく、パーペンとカースが連れだってバチカンを訪れ、ドイツとバチカンの政教条約締結交渉を行った（ライヒスコンコルダート）。中央党はカースを裏切者として非難し、5月6日にブリューニングを党首としたが党内の混乱は収まらず、7月5日に党は自主解党した。これはナチス側も察知していない突然の事態であった。ライヒスコンコルダートには聖職者が政党活動を行わないという条項が存在し、聖職者を多く党員としていた中央党にとっては、党の成立基盤を根底から否定するものとなった。ナチス政権期において旧中央党員の多くは沈黙し、またはブリューニングのように亡命を余儀なくされたが、ベルンハルト・レッターハウスやヤーコブ・カイザーのように反ナチ運動に参加する者もいた。

### 第二次世界大戦後
第二次世界大戦後再建されたが、戦前からの党員の多くは新党キリスト教民主同盟（CDU）の結成に参加した。このため1949年の選挙では西ドイツ連邦議会に10議席を獲得したものの1953年の選挙では3議席に留まり、1957年以降は国政レベルでの選挙による議席獲得はない。2012年に新中央党が分党したが、党首のエーヴァルト・ヤクシュがAfDに移籍してしまったため解党状態である。
なお、2022年8月現在中央党のほとんどの州支部のサイトはアクセスできなくなっているが、中央党本部の新しいサイトは閲覧可能である。新中央党はWebサイトを失ってしまった。
2022年1月、AfDに所属していたウーヴェ・ヴィット連邦議会議員が中央党へ入党した(同年8月に離党)。これに伴い、65年ぶりに連邦議会の議席を得ることとなった。
2022年6月、AfDに所属し党首の一人でもあったイェルク・モイテン欧州議会議員が中央党へ入党した。これに伴い、欧州議会の議席を得ることとなった。
2022年6月現在の中央党党首はクリスチアン・オッテである。

## 党首
1920年までは党首ポストはなく、帝国議会における党議員団団長が党首的役割を果たした。党議員団団長を務めた者は以下の通り。
- 1871年-1875年、カール・フリードリヒ・フォン・サヴィニー（ドイツ語版）
- 1875年-1890年、ゲオルク・フライヘル（男爵）・フォン・ウント・ツー・フランケンシュタイン(Georg Freiherr von und zu Franckenstein)
- 1890年-1893年、フランツ・グラーフ（伯爵）・フォン・バレストレーム（ドイツ語版）
- 1893年-1909年、アルフレート・グラーフ（伯爵）・フォン・ホンペシュ（ドイツ語版）
- 1909年-1912年、ゲオルク・フォン・ヘルトリング
- 1912年-1917年、ペーター・シュパーン（ドイツ語版）
- 1917年-1919年、アドルフ・グレーバー（ドイツ語版）
- 1919年-1920年、カール・トリムボーン（ドイツ語版）

1920年1月から党首として議長（Vorsitzender/Chairman）が設置される。議長を務めた者は以下の通り。
- 1920年1月22日-1921年1月、カール・トリムボーン（ドイツ語版）
- 1921年-1928年12月、ヴィルヘルム・マルクス
- 1928年12月9日-1933年5月6日、ルートヴィヒ・カース
- 1933年5月-1933年7月5日、ハインリヒ・ブリューニング

## 選挙結果

### 帝国議会
帝政期の帝国議会（Reichstag）における中央党の党勢。
- 選挙制度は小選挙区[52]
人口を無視して農村の比重を重くするという保守政党に著しく有利になる選挙区割りを取っていた。そのため中央党は得票より4分の1多い議席を獲得していた[22]
- 選挙権は25歳以上の男性[52]

| 選挙日                | 得票        | 得票率 | 得票順位 | 獲得議席（総議席） | 議席占有率 | 議席順位 |
| --------------------- | ----------- | ------ | -------- | ------------------ | ---------- | -------- |
| 1871年3月3日          | 724,000票   | 18.6%  | 第2党    | 63議席（382議席）  | 15.7%      | 第2党    |
| 1874年1月10日         | 1,446,000票 | 27.9%  | 第2党    | 91議席（397議席）  | 22.9%      | 第2党    |
| 1877年1月10日         | 1,341,300票 | 24.8%  | 第2党    | 93議席（397議席）  | 23.4%      | 第2党    |
| 1878年7月30日         | 1,328,100票 | 23.1%  | 第2党    | 94議席（397議席）  | 23.7%      | 第2党    |
| 1881年10月27日        | 1,182,900票 | 23.2%  | 第1党    | 100議席（397議席） | 25.2%      | 第1党    |
| 1884年10月28日        | 1,282,000票 | 22.6%  | 第1党    | 99議席（397議席）  | 24.9%      | 第1党    |
| 1887年2月21日         | 1,516,200票 | 20.1%  | 第2党    | 98議席（397議席）  | 24.7%      | 第2党    |
| 1890年2月20日         | 1,342,100票 | 18.6%  | 第2党    | 106議席（397議席） | 26.7%      | 第1党    |
| 1893年6月15日         | 1,468,500票 | 19.1%  | 第2党    | 96議席（397議席）  | 24.2%      | 第1党    |
| 1898年6月16日         | 1,455,100票 | 18.8%  | 第2党    | 102議席（397議席） | 25.7%      | 第1党    |
| 1903年6月16日         | 1,875,300票 | 19.7%  | 第2党    | 100議席（397議席） | 25.2%      | 第1党    |
| 1907年1月25日         | 2,179,800票 | 19.4%  | 第2党    | 105議席（397議席） | 26.4%      | 第1党    |
| 1912年1月12日         | 1,996,800票 | 16.4%  | 第2党    | 91議席（397議席）  | 22.9%      | 第2党    |
| 出典：Nohlen & Stöver |             |        |          |                    |            |          |

### 国民議会と国会
ヴァイマル共和政期からナチス政権期の国民議会（Nationalversammlung、1919年時のみの議会名称）および国会（Reichstag）における中央党の党勢。
- 選挙制度は比例代表制[52]
- 選挙権は20歳以上の男女[52]

| 選挙日             | 得票        | 得票率 | 獲得議席（総議席） | 議席順位 |
| ------------------ | ----------- | ------ | ------------------ | -------- |
| 1919年1月19日      | 5,980,216票 | 19.7%  | 91議席（421議席）  | 第2党    |
| 1920年6月6日       | 3,845,001票 | 13.6%  | 67議席（459議席）  | 第5党    |
| 1924年5月4日       | 3,914,379票 | 13.4%  | 65議席（472議席）  | 第3党    |
| 1924年12月7日      | 4,118,849票 | 13.6%  | 69議席（493議席）  | 第3党    |
| 1928年5月20日      | 3,712,152票 | 12.1%  | 61議席（491議席）  | 第3党    |
| 1930年9月14日      | 4,127,000票 | 11.8%  | 68議席（577議席）  | 第4党    |
| 1932年7月31日      | 4,589,430票 | 12.4%  | 75議席（608議席）  | 第4党    |
| 1932年11月6日      | 4,230,545票 | 11.9%  | 70議席（584議席）  | 第4党    |
| 1933年3月5日       | 4,424,905票 | 11.3%  | 73議席（647議席）  | 第4党    |
| 出典：Gonschior.de |             |        |                    |          |

### 連邦議会
ドイツ連邦共和国(西ドイツ・統一ドイツ)の連邦議会（Bundestag）における中央党の党勢。
- 選挙制度は小選挙区比例代表併用制。
- 選挙権は1970年まで21歳以上の男女、1970年以降18歳以上の男女[54]

| 選挙日                 | 選挙区得票 比例得票 | 選挙区得票率 比例得票率 | 獲得議席（総議席） | 議席順位 |
| ---------------------- | ------------------- | ----------------------- | ------------------ | -------- |
| 1949年8月14日          | 727,505票           | 3.1%                    | 10議席（402議席）  | 第7党    |
| 1953年9月6日           | 55,835票 217,078票  | 0.2% 0.8%               | 3議席（509議席）   | 第6党    |
| 1957年9月15日          | 295,533票 254,322票 | 1.0% 0.9%               | 0議席（519議席）   | 議席無   |
| 1961年9月17日          | 不参加              | 不参加                  | 不参加             | 不参加   |
| 1965年9月19日          | 11,978票 19,832票   | 0.0% 0.1%               | 0議席（518議席）   | 議席無   |
| 1969年9月28日          | - 15,933票          | - 0.0%                  | 0議席（518議席）   | 議席無   |
| 1972年11月19日         | 不参加              | 不参加                  | 不参加             | 不参加   |
| 1976年10月3日          | 不参加              | 不参加                  | 不参加             | 不参加   |
| 1980年10月5日          | 不参加              | 不参加                  | 不参加             | 不参加   |
| 1983年3月5日           | 不参加              | 不参加                  | 不参加             | 不参加   |
| 1987年1月25日          | 4,020票 19,035票    | 0.0% 0.1%               | 0議席（519議席）   | 議席無   |
| 1990年12月2日          | 不参加              | 不参加                  | 不参加             | 不参加   |
| 1994年10月16日         | 1,489票 3,757票     | 0.0%                    | 0議席（672議席）   | 議席無   |
| 1998年9月27日          | 2,076票 -           | 0.0% -                  | 0議席（669議席）   | 議席無   |
| 2002年9月22日          | 1,823票 3,127票     | 0.0%                    | 0議席（603議席）   | 議席無   |
| 2005年9月18日          | 1,297票 4,010票     | 0.0%                    | 0議席（614議席）   | 議席無   |
| 2009年9月27日          | 369票 6,087票       | 0.0%                    | 0議席（622議席）   | 議席無   |
| 2013年9月22日          | 不参加              | 不参加                  | 不参加             | 不参加   |
| 2017年9月24日          | 不参加              | 不参加                  | 不参加             | 不参加   |
| 2021年9月26日          | 不参加              | 不参加                  | 不参加             | 不参加   |
| 出典：Bundestagswahlen |                     |                         |                    |          |

## 著名な中央党の党員
- ゲオルク・フォン・ヘルトリング（1917年－1918年ドイツ帝国宰相）
- コンスタンティン・フェーレンバッハ（1920年－1921年ドイツ国首相）
- ヨーゼフ・ヴィルト（1921年－1922年ドイツ国首相）
- ヴィルヘルム・マルクス（1923年－1924年、1926年－1928年ドイツ国首相）
- ハインリヒ・ブリューニング（1930年－1932年ドイツ国首相）
- フランツ・フォン・パーペン（1932年ドイツ国首相、1933年－1934年ドイツ国副首相）
- コンラート・アデナウアー（1917年－1933年ケルン市長、1949年－1963年西ドイツ首相）
- ヘレーネ・ヴェッセル（ドイツ語版）（1949年－1969年西ドイツ連邦議会議員、1950年－1953年党首、西ドイツ憲法の母達（ドイツ語版）と呼ばれる四人のうちの一人）
- ハインリヒ・リュプケ（1959年－1969年西ドイツ大統領)
- ライナー・バルツェル（1983年－1984年西ドイツ連邦議会議長)